# Schoenotenes affinis
Schoenotenes affinis är en fjärilsart som beskrevs av Diakonoff 1954. Schoenotenes affinis ingår i släktet Schoenotenes och familjen vecklare. Inga underarter finns listade i Catalogue of Life.